# 유럽 고속도로 422호선
유럽 고속도로 422호선(European route E422)은 독일의 트리어에서 자르브뤼켄까지 이어주는 B클래스 간선도로 형태를 가진 유럽 고속도로로 총 연장은 95km이다. 

## 주요 경유지
해당 고속도로의 주요 경유지는 전선 독일을 관통하고 있다.
- 독일 : 트리어 - 자르브뤼켄
  - 트리어 : 유럽 고속도로 44호선
  - 자르브뤼켄 : 유럽 고속도로 29호선, 유럽 고속도로 50호선